# Vaag recitatief
Vaag recitatief is een compositie van de Italiaan Salvatore Sciarrino. Het is een compositie voor piano; het kan gezien worden als een pianoconcert, maar dan wel in de ruimste zin van het woord.
Sciarrino is de componist voor de vage geluiden; hij laat instrumenten nauwelijks klinken, het blijft bij geratel van kleppen van blaasinstrumenten, flautando en flageolet. Dan is natuurlijk de vraag, hoe kan je een piano met zijn directe aanslagen overeenkomstig laten klinken? De componist heeft een oplossing gevonden door bij het bespelen van de piano twee, drie of vier toetsen tegelijkertijd in te drukken met noten die harmonisch tegen elkaar aan liggen. Zo ontstaat een wat wazig geluid, waarbij de luisteraar niet direct kan horen welke noot (of in welke samenstelling) er gespeeld wordt. De hartslag van dit werk wordt gevormd door het gegrom van de fagot dat al dan niet gevolgd wordt door het geratel, dat ook geen vaste lengte heeft, van kleppen van dat instrument. Pas aan het eind wordt dit overgenomen door een andere hartslag. De piano wordt begeleid door allerlei wazige geluiden, die de componist toepaste in andere werken. Iets nieuws is de speelwijze van de klarinetten; soms klinken zij als een strijdkreet van indianen zoals die populair werden in de westerns. Ook hier kan men de toonhoogte door de fluctuatie niet inschatten.
De eerste uitvoering vond plaats in de Barbican Hall in Londen; de solist van de avond was Maurizio Pollini, het orkest het London Symphony Orchestra en dirigent was Pierre Boulez (2 maart 2000).

## Orkestratie
- piano
- 4 dwarsfluitten waarvan 1 altdwarsfluit, 3 hobo’s, 4 klarineten waarvan 1 basklarinet, 3 fagotten,
- 4 hoorns, 3 trompetten, 3 trombones, geen tuba,
- percussie bestaand uit xylofoon, buisklokken, japans woodblock (Mokusho), staalplaten, tamtam, grote trom, celesta ,
- violen, altviolen, celli en contrabassen

In hetzelfde jaar componeerde Sciarrino nog een werk voor piano en orkest: Il Clima dopo Harry Partch